# Lungs (album)
Pour L'EP du groupe Big Black, voir Lungs.
Pour les articles homonymes, voir Lung.
Albums de Florence and the Machine
Ceremonials
(28 octobre 2011)
Lungs est le premier album studio de Florence and the Machine. Il est sorti le 3 juillet 2009. Lungs a fait partie des albums retenus pour le Mercury Prize en 2009. L'album s'est vendu à près de 3 millions d'exemplaires dans le monde, dont la moitié uniquement en Angleterre.

## Liste des titres
| No  | Titre                      | Durée |
| --- | -------------------------- | ----- |
| 1.  | Dog Days Are Over          | 4:13  |
| 2.  | Rabbit Heart (Raise It Up) | 3:52  |
| 3.  | I'm Not Calling You a Liar | 3:05  |
| 4.  | Howl                       | 3:34  |
| 5.  | Kiss with a Fist           | 2:04  |
| 6.  | Girl with One Eye          | 3:39  |
| 7.  | Drumming Song              | 3:44  |
| 8.  | Between Two Lungs          | 4:09  |
| 9.  | Cosmic Love                | 4:16  |
| 10. | My Boy Builds Coffins      | 2:57  |
| 11. | Hurricane Drunk            | 3:13  |
| 12. | Blinding                   | 4:36  |
| 13. | You've Got the Love        | 2:49  |

## Certifications
| Pays                    | Certification | Unités certifiées |
| ----------------------- | ------------- | ----------------- |
| Allemagne (BVMI)        | Platine       | 200 000           |
| Australie (ARIA)        | 4 × Platine   | 280 000           |
| Belgique (BEA)          | Or            | 15 000            |
| Canada (Music Canada)   | Or            | 40 000            |
| Danemark (IFPI)         | Or            | 10 000            |
| États-Unis (RIAA)       | 2 × Platine   | 2 000 000         |
| Europe (IFPI)           | 2 × Platine   | 2 000 000         |
| Irlande (IRMA)          | 4 × Platine   | 60 000            |
| Italie (FIMI)           | Or            | 25 000            |
| Nouvelle-Zélande (RMNZ) | Or            | 7 500             |
| Pologne (ZPAV)          | Platine       | 20 000            |
| Portugal (AFP)          | Platine       | 20 000            |
| Royaume-Uni (BPI)       | 6 × Platine   | 1 800 000         |